# Eén grote familie
Eén grote familie is een Nederlandse dramaserie op Videoland die gaat over een samengesteld gezin. De serie is bedacht door Chantal Janzen en wordt geproduceerd door &C TV, ITV Studios en Videoland. 
Het eerste seizoen startte in oktober 2023. Het tweede seizoen is vanaf mei 2025 te streamen via Videoland. 

## Verhaal
Het verhaal start vlak nadat Julia besloten heeft om Dennis te verlaten voor haar nieuwe vriend Taco. Ze trekt, samen met haar drie kinderen Michelle, Kees en Guus, in bij Taco in Oostknollendam. Hier wonen ook de drie kinderen van Taco; Max, Sim en Lotus. Dit leidt direct tot frictie en gedoe. Alleen Guus weet direct zijn draai te vinden. Hij wordt onafscheidelijk met Lotus. De twee spelen vanaf dag 1 samen en later met buurjongen Michael. Michelle ziet dat het huis aan de overkant van de weg te koop staat en vraagt haar vader Dennis om in dit huis te gaan wonen. Dit zorgt voor nog meer moeilijkheden in het nieuwe samengestelde gezin.
Naarmate de tijd vordert groeien de personages meer naar elkaar toe, terwijl Taco en Julia juist uit elkaar lijken te groeien. Michelle en Max lijken op romantisch gebied interesse in elkaar te hebben, Sim en Kees vinden elkaar steeds meer en Guus en Lotus spelen nog steeds veel met elkaar. Julia zoekt ondertussen in het geheim naar een appartement in Amsterdam om af en toe wat rust te kunnen hebben. 

## Rolverdeling
Legenda
 = Hoofdrol
 = Bijrol
 = Geen rol
| Acteur                   | Personage                | Aantal afleveringen | Aantal afleveringen | Aantal afleveringen |
| Acteur                   | Personage                | S1                  | S2                  | Totaal              |
| ------------------------ | ------------------------ | ------------------- | ------------------- | ------------------- |
| Chantal Janzen           | Julia Smeets             | 8                   | 8                   | 16                  |
| Lykele Muus              | Taco van Heijningen      | 8                   | 8                   | 16                  |
| Jeroen van Koningsbrugge | Dennis van Dam           | 8                   | 8                   | 16                  |
| Joy Delima               | Simone Alliander         | 8                   | 8                   | 16                  |
| Selin Akkulak            | Sumeya                   | 8                   | 8                   | 16                  |
| Josephine Arendsen       | Michelle van Dam         | 8                   | 8                   | 16                  |
| Doris Zuijderland        | Kees van Dam             | 8                   | 8                   | 16                  |
| Moos Hofsta              | Guus van Dam             | 8                   | 8                   | 16                  |
| Oskar D Transue          | Max van Heijningen       | 8                   | 8                   | 16                  |
| Noelle Simson            | Zimbini van Heijningen   | 8                   | 8                   | 16                  |
| Silou Zijlstra           | Lotus van Heijningen     | 8                   | 8                   | 16                  |
| Tina de Bruin            | Tess                     | 6                   | 6                   | 12                  |
| Isacco Limper            | Michael                  | 6                   | 6                   | 12                  |
| Huub Stapel              | Ger Smeets               | 4                   | 5                   | 9                   |
| Olivia Lonsdale          | Bibi van Vleuten         | 6                   | 2                   | 8                   |
| Lucretia van der Vloot   | Hetty                    | 4                   | 4                   | 8                   |
| Nadia Koetje             | Kaya                     | 4                   | 3                   | 7                   |
| Beaudil Elzenga          | Zoë                      | 4                   | 1                   | 5                   |
| Ezra Blok                | Andreas                  | 4                   |                     | 4                   |
| Sarah Chronis            | Gwen                     |                     | 4                   | 4                   |
| Johanna Hagen            | moeder van Michael       |                     | 4                   | 4                   |
| Chris Zegers             | Ziggy                    | 3                   |                     | 3                   |
| Tjebbo Gerritsma         | Lorenzo                  | 3                   |                     | 3                   |
| Sem Hulsmann             | Jordy                    |                     | 3                   | 3                   |
| Janni Goslinga           | Annet                    |                     | 3                   | 3                   |
| Servé Hermans            | Beer Smeets              |                     | 3                   | 3                   |
| Maria Kraakman           | Barbara Herbert          |                     | 3                   | 3                   |
| Han Römer                | Boudewijn van Heijningen | 1                   | 2                   | 3                   |
| Pim Muda                 | Gio                      | 2                   |                     | 2                   |
| Sandra Dierx             | Utta                     | 1                   | 1                   | 2                   |
| Thomas de Bres           | Jack                     | 1                   | 1                   | 2                   |
| Juliette van Ardenne     | Olivia                   |                     | 2                   | 2                   |